# Stazione di Kujō (Osaka)
Kujō (九条駅?, Kujō-eki) è una stazione della Metropolitana di Osaka situata nell'area ovest della città. La stazione è servita dalla Linea Chuo della metropolitana e dal 2009 è possibile trasferirsi alla linea Namba delle Ferrovie Hanshin.